# Ghiacciaio Nesla
Il ghiacciaio Nesla (in inglese Nesla Glacier) (65°43′25″S 64°16′30″W) è un ghiacciaio lungo 6,2 km e largo 2, situato sulla costa di Graham, nella parte occidentale della Terra di Graham, in Antartide. In particolare, il ghiacciaio si trova sulla penisola di Magnier, a sud-ovest ghiacciaio Muldava e a nord del ghiacciaio Kolosh, sul versante nordoccidentale della dorsale Lisiya, a ovest del monte Perchot, e da qui fluisce verso ovest fino alla baia di Bigo, poco a nord del termine del già citato ghiacciaio Kolosh.

## Storia
Il ghiacciaio Nesla è stato così battezzato dalla Commissione bulgara per i toponimi antartici in onore del villaggio di Nesla, nella Bulgaria occidentale. 